# Christoph Thomas Scheffler
Christoph Thomas Scheffler, né le 20 décembre 1699 à Mainburg et mort le 25 janvier 1756 à Augsbourg, est un peintre allemand de l'époque du baroque et du rococo.

## Biographie
Christoph Thomas Scheffler est l'un des trois fils du peintre Wolfgang Scheffler. Après son apprentissage à l'atelier de son père, il part le poursuivre en compagnie de son frère, Felix Anton Scheffler, chez Cosmas Damian Asam à Munich. En septembre 1722, il entre à la Compagnie de Jésus comme frère laïc à son collège de Landsberg am Lech. Dès lors le début de sa carrière est lié aux commandes de la compagnie :
- Château d'Ellwangen (de) : fresques de l'escalier et du salon princier (1725)
- Collège jésuite d'Ingolstadt : peintures de violoncelles dans le salon Orban; portraits des jésuites Christophe Scheiner, Jean-Baptiste Cysat, Christophorus Clavius et Athanasius Kircher (1725)
- Ellwangen : fresques du plafond et plusieurs tableaux d'autel de l'église des jésuites (1727)
- Dillingen : fresques et autels latéraux de l'église des jésuites (1727-1728)

Cependant Scheffler décide de devenir peintre à son compte à Dillingen et quitte la Compagnie, le 17 avril 1728. Il accompagne son frère Felix Anton à Worms pour honorer la commande de Mgr François-Louis de Palatinat-Neubourg, qui est à la fois prince-évêque de Mayence, prince-évêque de Worms et grand-maître de l'ordre Teutonique. Celui-ci leur commande les fresques de l'escalier d'honneur et du grand salon du palais épiscopal. Après avoir rempli leur tâche, les deux frères se rendent en Silésie en 1730 pour décorer l'église Saints-Pierre-et-Paul des croisiers de Neisse. Christoph Thomas Scheffler rentre ensuite à Augsbourg, tandis que son frère poursuit sa carrière en Silésie.
Il ouvre son propre atelier à Augsbourg et épouse Maria Regina Pelle qui lui donnera cinq fils. Il travaille jusqu'en 1740 environ à des églises de Souabe: église d'Unterliezheim (1733), église Sainte-Marguerite d'Augsbourg (1735), église Saint-Laurent-et-Sainte-Élisabeth d'Aulzhausen (1737), église de Todtenweis, église de Witzighausen (1740), église d'Haunstetten.
Scheffler est imprégné du style de Cosmas Damian Asam, auprès de qui il a fait son apprentissage. Il peint de nombreux tableaux d'autel et de paysages de ville. Ses fresques en font l'un des fresquistes baroques les plus significatifs de la Souabe de la première moitié du XVIIIe siècle. Il signait ses œuvres, qui furent pour la plupart d'inspiration religieuse, d'un grand T et d'un grand S. Ses dernières années furent assombries par la progression de la maladie.
Son chef-d'œuvre est sans doute le plafond de l'église Saint-Paulin de Trèves (1743) qui représente la vie de saint Paulin et le martyre de la légion thébaine.

## Quelques œuvres

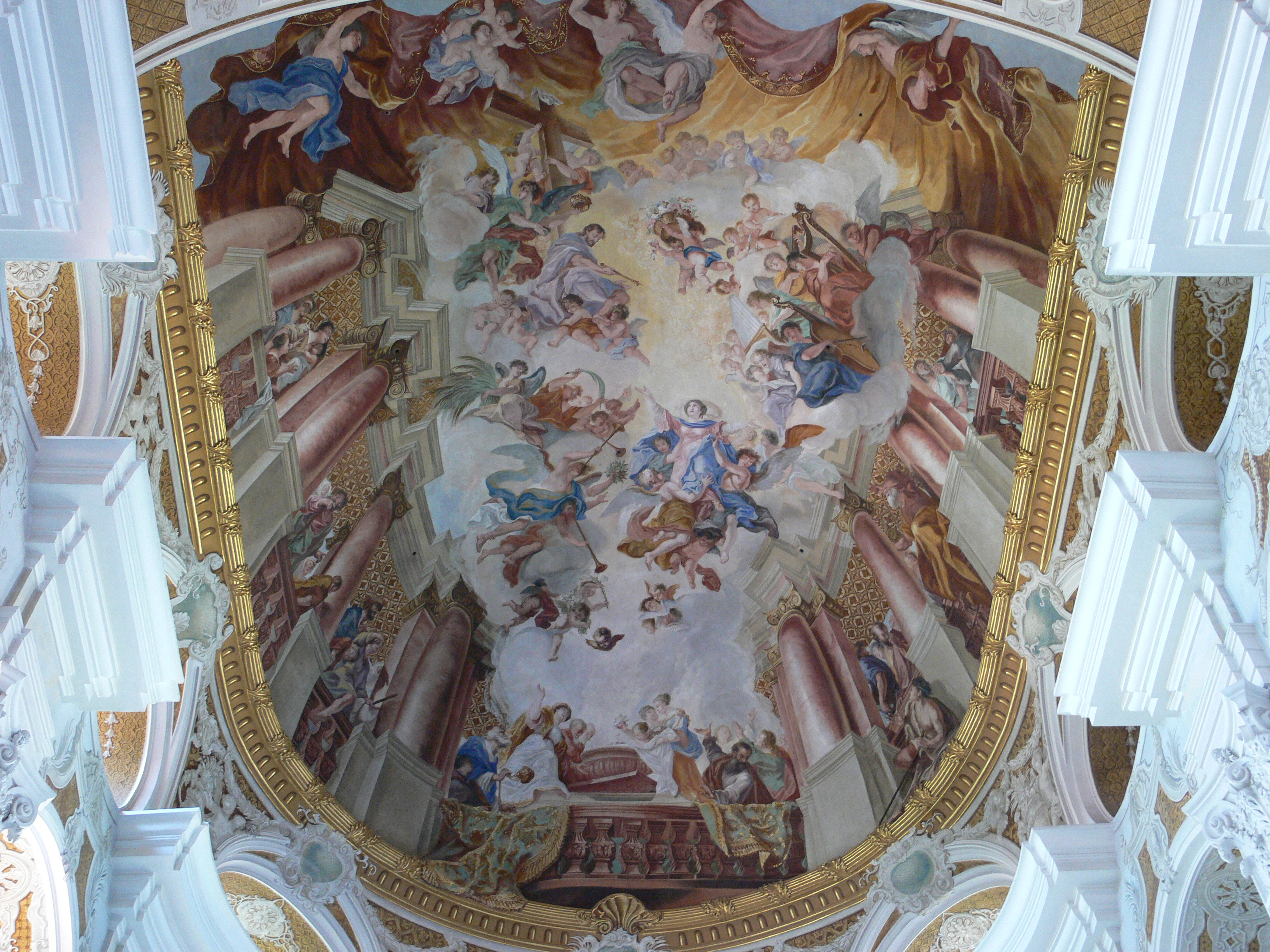
Fresque de l'Assomption de l'église d'Ellwangen

- Aulzhausen : fresques (1735) et tableau du maître-autel (1739) de l'église paroissiale
- Heusenstamm : fresques de l'église Sainte-Cécile (de) (1741)
- Mayence : plafonds de la chapelle de l'hôtel de l'ordre teutonique (1736-1737) détruits en 1945
- Trèves : décoration de l'église Saint-Paulin (1743)
- Ingolstadt : huiles sur toile de l'église Notre-Dame-de-Victoire (1752-1753)
- Ratisbonne : fresques de l'abbatiale Notre-Dame (en)
- Landsberg am Lech : fresques et tableaux d'autels latéraux de l'église des jésuites (1753-1754)
- Dillingen : fresques de l'église des Franciscaines de Dillingen
- Türkenfeld : église paroissiale (1754)
- Abbaye d'Ettal : tableau d'autel La Mort de saint Benoît (1756) terminé par son frère Felix Anton Scheffler
- Dillingen : fresques de l'église conventuelle des franciscaines

## Illustrations

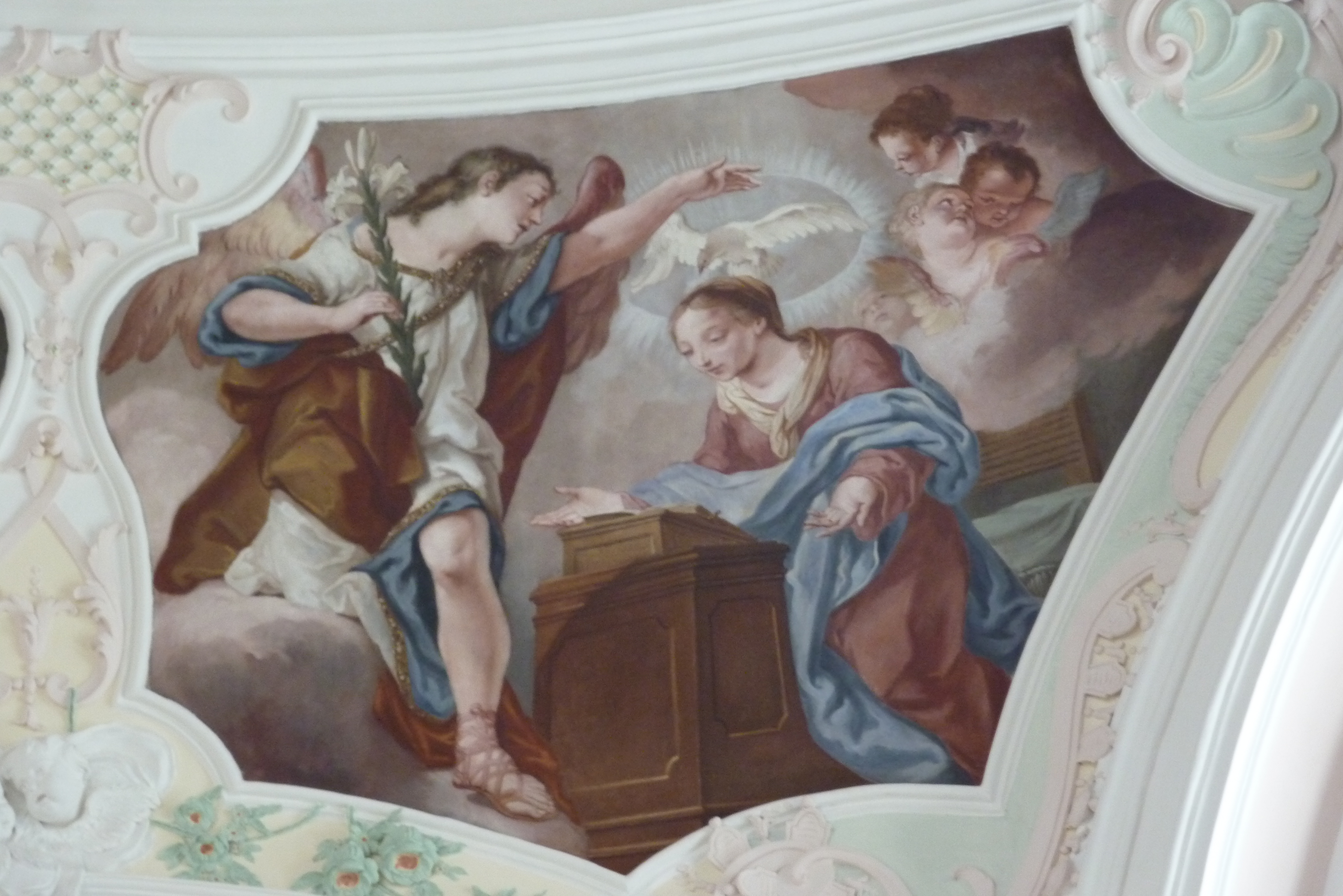
Fresque de l'Annonciation de l'église des Franciscaines de Dillingen
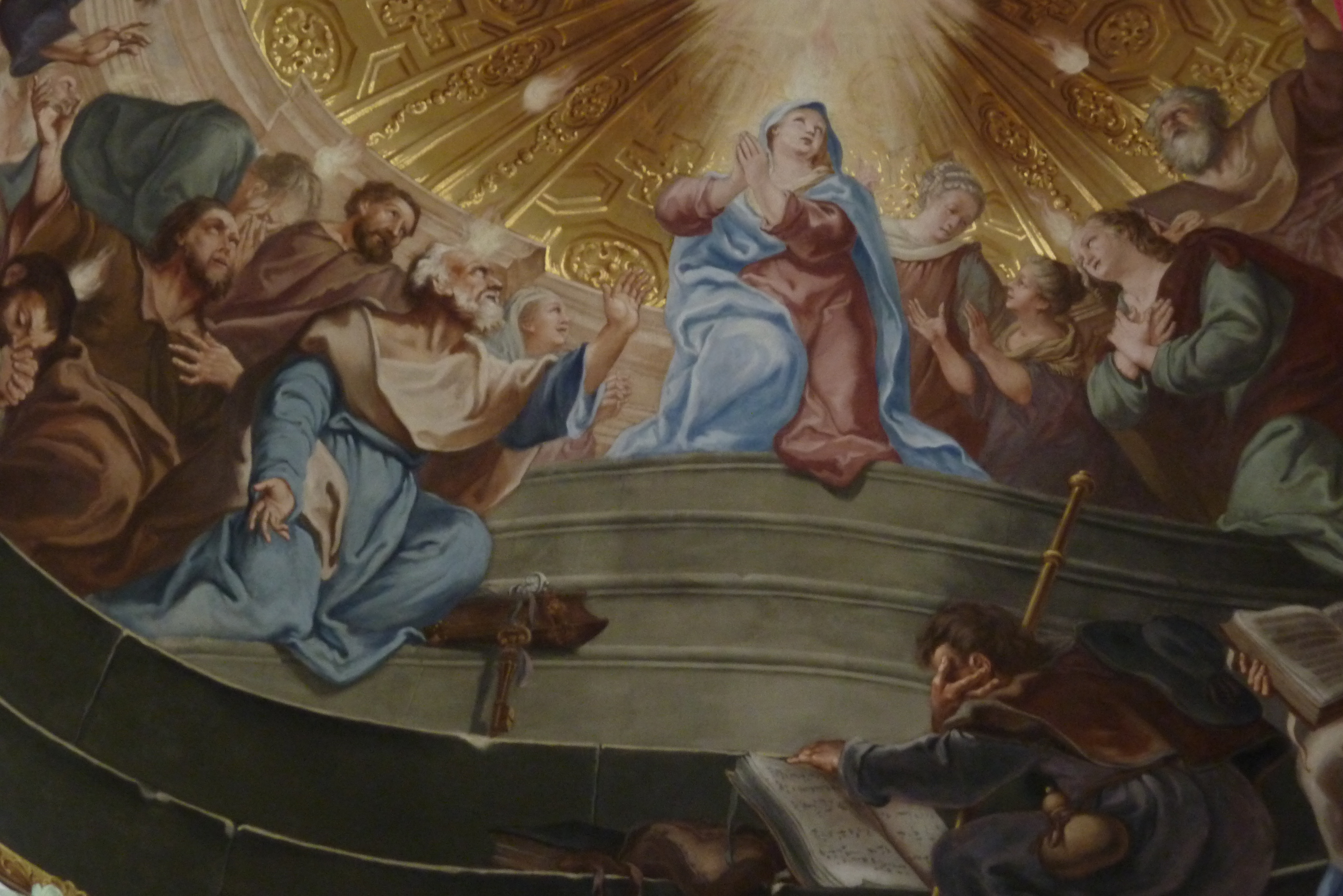
Détail de la fresque de la Pentecôte, coupole du chœur de l'église des franciscaines de Dillingen
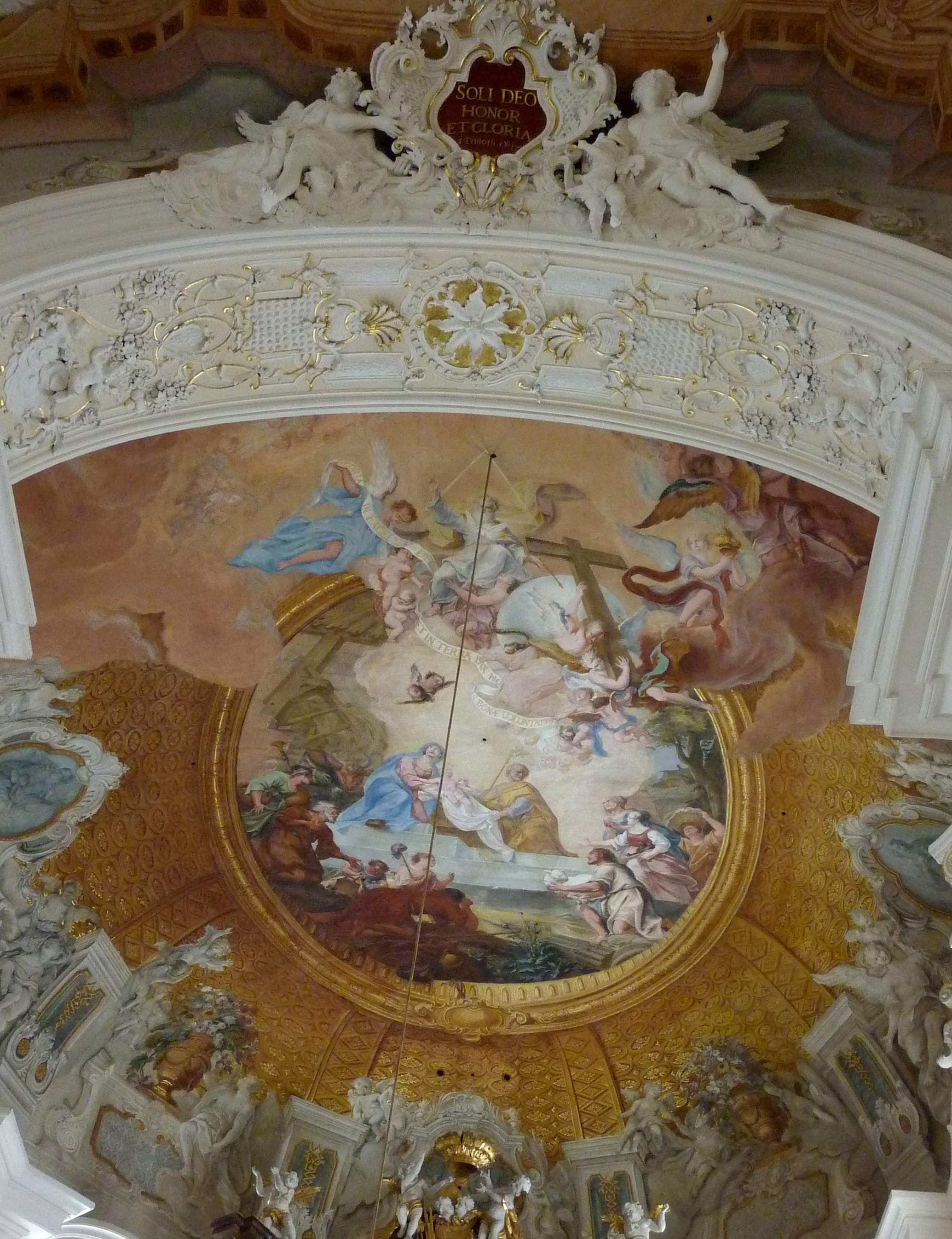
Fresque du chœur de l'église Saint-Léonard d'Unterliezheim
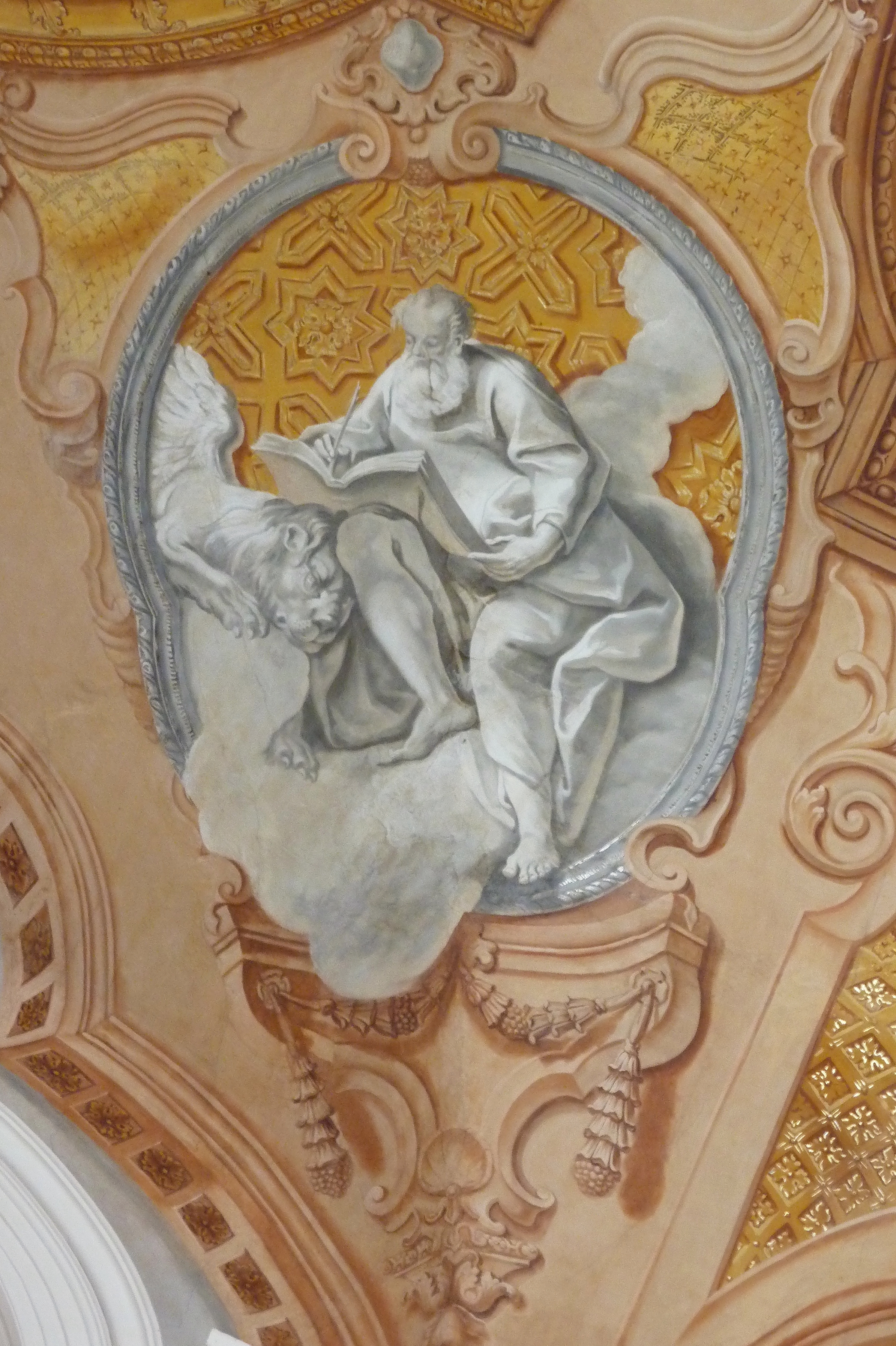
Grisaille représentant saint Marc, église Saint-Léonard d'Unterliezheim
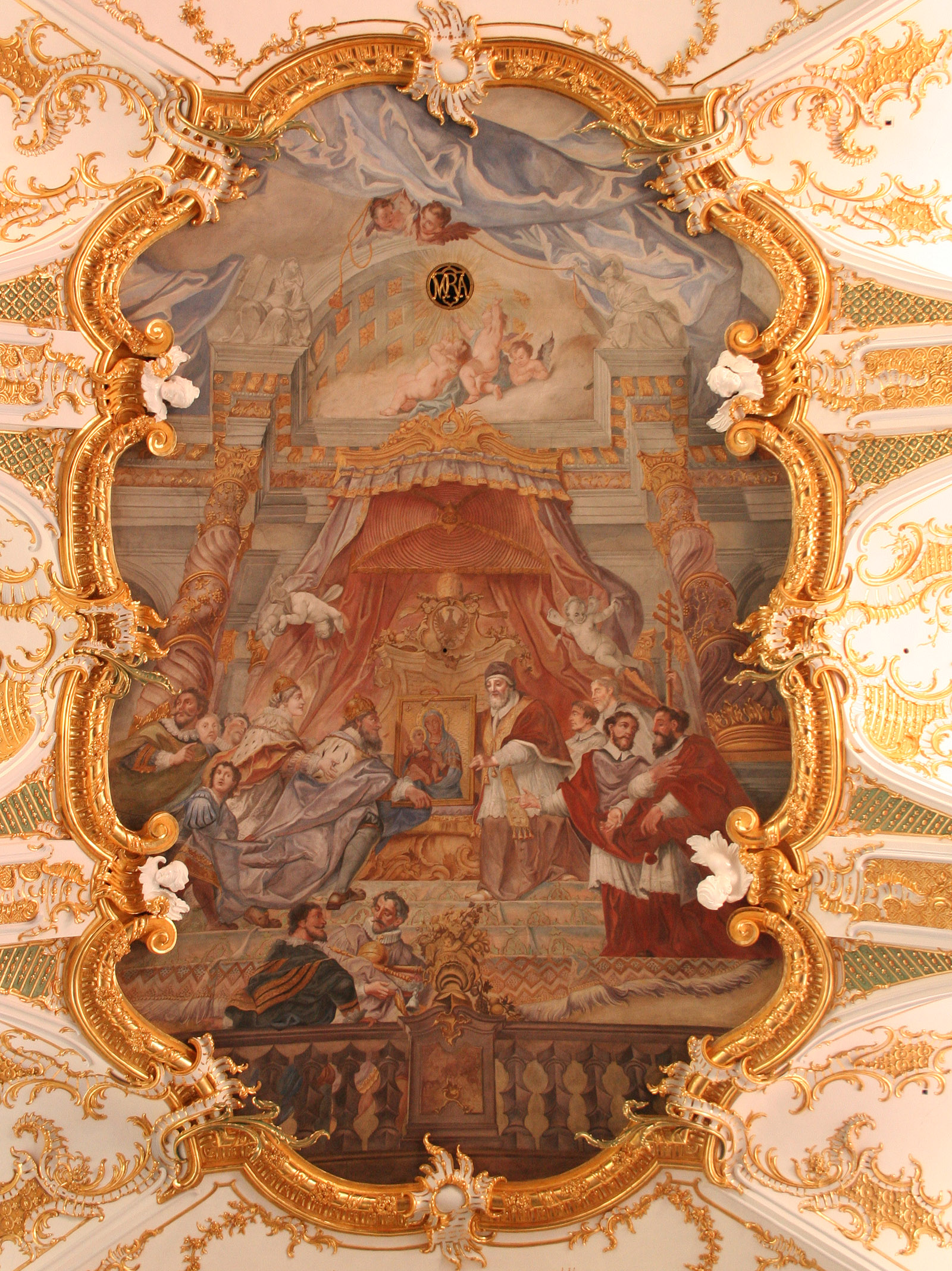
Fresque de la nef de Notre-Dame de Ratisbonne représentant le recouvrement de l'image miraculeuse
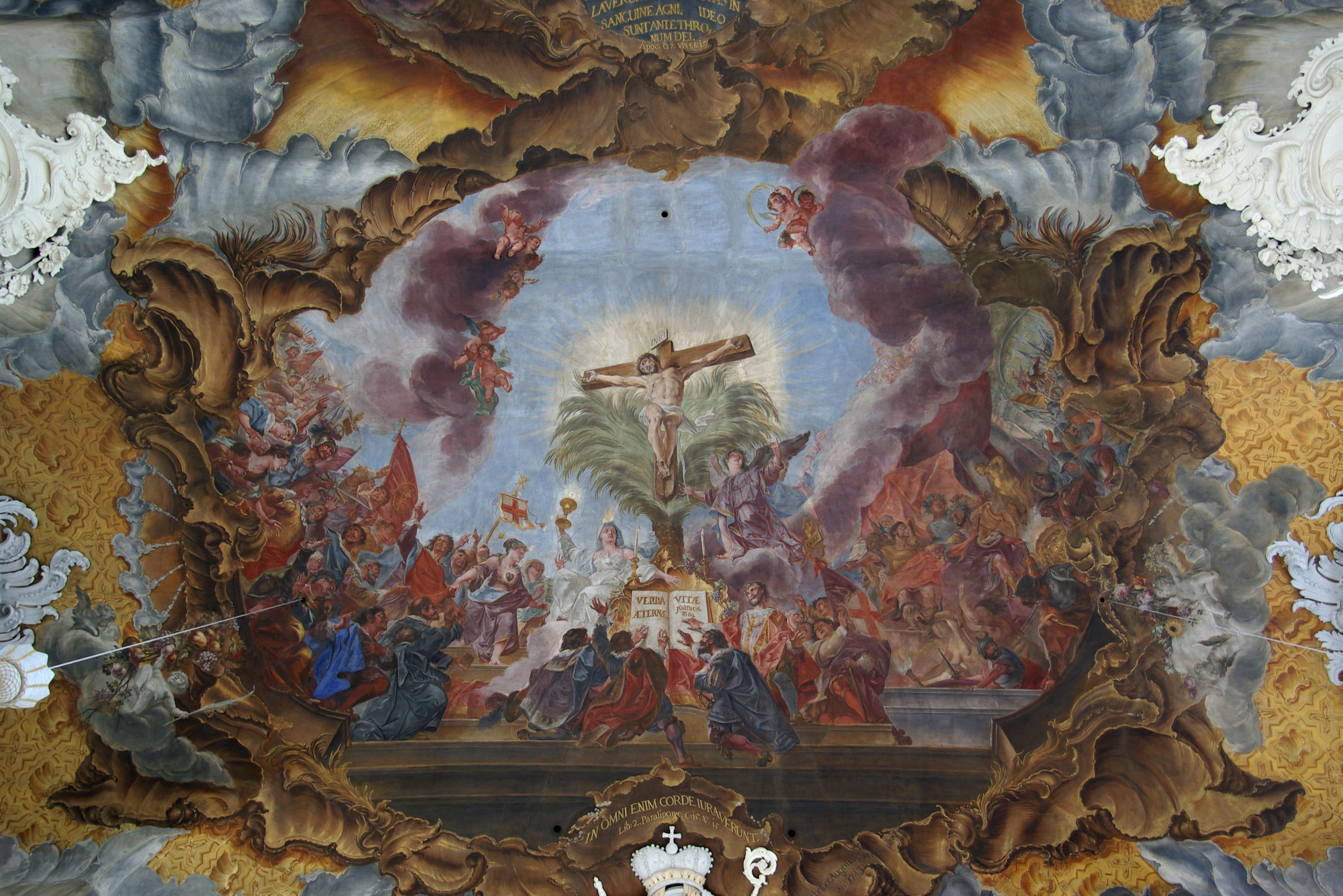
Fresque de l'église Saint-Paulin de Trèves représentant le Triomphe de la Croix

## Source
- (de) Cet article est partiellement ou en totalité issu de l’article de Wikipédia en allemand intitulé « Christoph Thomas Scheffler » (voir la liste des auteurs).